# 义蓬街道
义蓬街道，中华人民共和国浙江省杭州市钱塘区下辖的一个街道。辖区总面积56平方公里，总人口5.6万。义蓬街道原属萧山区管辖，2021年4月，其被划入新设的钱塘区。
义蓬旧称泥蓬，晒盐时因刮盐泥、滤泥卤而堆成泥蓬。

## 行政区划
义蓬街道辖有以下地区：
义盛社区、头蓬社区、江盛社区、蓬园村、长红村、白浪村、金泉村、杏花村、蜜蜂村、义盛村、新庙前村、后新庙村、新益村、灯塔村、后埠头村、火星村、全民村、小泗埠村、金星村、仓北村、春光村、春园村、春雷村、南沙村和义蓬村。